# William Gear
William Gear (Methil (Schotland), 2 augustus 1915 – Birmingham, 27 februari 1997) was een Schots kunstschilder.
Van 1932 tot en met 1937 studeerde hij aan de kunstacademite van Edinburgh. Na zijn studie verhuisde hij naar Parijs waar hij les had bij Fernand Léger. Gedurende zijn tijd in Parijs leerde hij veel leden van de Cobra-beweging kennen. Samen met hen deed hij ook mee aan de tentoonstellingen van Cobra.
Zijn werk is in het begin abstract-expressionistisch, met duidelijke invloeden van Paul Klee. Vanaf de jaren vijftig wordt zijn werk meer geometrisch, met grote, ronde vormen.
Vanaf 1964 tot en met 1975 werkte hij als afdelingshoofd bij de kunstacademie te Birmingham.

## Enkele werken
- Landscape structure (1948)[1]
- Interior (1949)[2]
- Feature in Landscape (1960)[3]

- Bibsys: 5096042
- Bibliothèque nationale de France: cb14592292z (data)
- Gemeinsame Normdatei: 118912127
- International Standard Name Identifier: 0000 0000 8045 0642
- Library of Congress Control Number: nr95028286
- Nationale bibliotheek van Australië: 36038138
- RKD-Nederlands Instituut voor Kunstgeschiedenis: 30538
- SNAC: w69p4xnq
- Système universitaire de documentation: 100530346
- Union List of Artist Names: 500023552
- Virtual International Authority File: 18020785
- WorldCat: E39PBJtCDkTqpVQMQrkKPXyTpP